# Port of Spain
Port of Spain är huvudstad och tredje största stad i Trinidad och Tobago. Antalet invånare var år 2000 cirka 49 000. Borgmästare är Murchison Brown.
Staden har en årlig karneval.
Port of Spain var en av värdstäderna för cricket-VM 2007.